# Бог из чаши
«Бог из чаши» — рассказ в жанре «меч и магия» американского писателя Роберта Говарда о знаменитом персонаже варваре Конане из Киммерии. Действие рассказа происходит в псевдоисторическую Хайборийскую эру.
Рассказ не был издан при жизни автора и был впервые опубликован в сентябре 1952 года в журнале Space Science Fiction в редакции Л. Спрэг де Кампа.

## Описание сюжета
Ночью в городе Нумалия убит Каллиан Публико, владелец музея-замка и коллекционер антиквариата со всего мира. Стражник Арус застаёт на месте преступления Конана-киммерийца.

### Изменения текста
Первичная версия рассказа была отклонена журналом Weird Tales и была найдена лишь в 1951 году. Первый опубликованный вариант (1952 года) прошёл под редакцией Спрэг де Кампа; последующие издания также несколько отличались между собой в деталях. Оригинальная версия Говарда была напечатана в 2002 году в сборнике Conan of Cimmeria: Volume One (1932—1933).
Правки де Кампа в этом (и прочих) рассказах Говарда, в которых он зачастую вставлял отсылки на свои собственные работы, подвергаются критике со стороны поклонников Говарда.
Комментируя отредактированную версию, Эверетт Ф. Блэйлер назвал рассказ «примитивной детективной историей». Карсон Уорд же счёл, что более правильно называть рассказ «анти-детективной историей», потому что, несмотря на то, что начинается «Бог из чаши» во вполне обычной детективной манере, конец истории «переворачивает основные условности жанра».

## Персонажи
- Конан — молодой варвар
- Каллиан Публико — хозяин замка
- Арус — стражник замка
- Деметрио — начальник нумалийской полиции
- Дионус — помощник Деметрио
- Постумо — охранник Деметрио
- Промеро — управляющий замка
- Энаро — раб, возница Каллиана Публико
- Аэтриас Петаниус — аристократ, племянник губернатора Нумалии

## Дополнительные факты
- Культ божества Ибиса более никогда не упоминался Говардом в его саге о Конане, но появляется в рассказе 1996 года «Conan and the Grim Grey God» писателя-фантаста Шона Мура.